# HSPH1
HSPH1‏ (Heat shock protein family H (Hsp110) member 1) هوَ بروتين يُشَفر بواسطة جين HSPH1 في الإنسان.